# Mare Eritreo

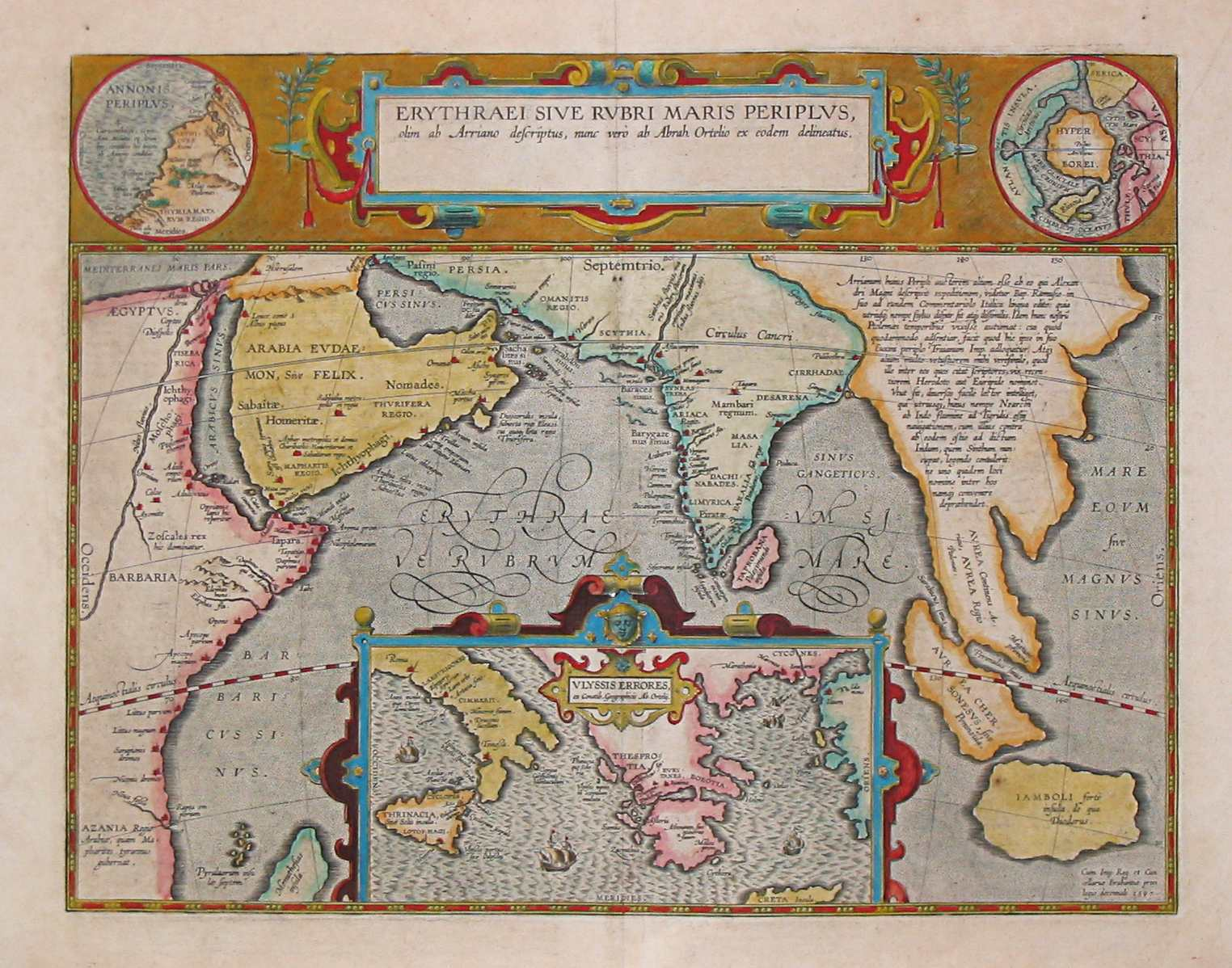
La mappa del XVII secolo che descrive le posizioni del Periplus del mare Eritreo.

Il Mare Eritreo (in greco antico: Ἐρυθρὰ Θάλασσα, Erythrà Thálassa, letteralmente “Mar Rosso”) era un'antica denominazione marittima che comprendeva sempre il Golfo di Aden e, in alcuni periodi, anche altri mari compresi tra l'Arabia Felix e il Corno d'Africa.
Originariamente un termine geografico del mondo ellenico, fu utilizzato in tutta Europa fino al XVIII e XIX secolo. L'area designata con questo nome si estendeva spesso oltre il Golfo di Aden — come nel famoso Periplo del Mar Rosso del I secolo — per indicare l’insieme degli attuali Mar Rosso, Mar Arabico, Golfo Persico e Oceano Indiano come un’unica regione marittima.

## Etimologia
Già anticamente l'origine di questo nome non era chiara. Vi era chi sosteneva che dipendesse dal colore dei fondali, altri dal riverbero della luce solare che cadeva sulle dune, mentre altri sostenevano che il nome derivasse da un eroe eponimo, il re Eritra, che sarebbe stato il primo uomo a navigare sulle sue acque.

## Uso
Il nome "Mare Eritreo" è stato o è ancora utilizzato per riferirsi ai seguenti luoghi:
- Nelle frasi iniziali delle Storie di Erodoto, scritte nel V secolo a.C., si afferma che i Fenici provenissero originariamente dal Mare Eritreo.
- Nel Periplo del Mar Rosso, redatto nel I secolo d.C., così come in alcune antiche mappe, il nome del mare si riferisce all'intera area nord-occidentale dell'Oceano Indiano, incluso il Mar Arabico.[3]
- Nei secoli passati, il nome "Mare Eritreo" veniva usato dai cartografi per designare la parte nord-occidentale dell’Oceano Indiano, principalmente l’area intorno a Socotra, tra Capo Guardafui e la costa dell’Hadhramaut. Questa denominazione è ormai obsoleta e oggi si utilizza il termine Golfo di Aden, sebbene per un’area più ristretta. Nelle mappe in cui la parte nord-occidentale dell’Oceano Indiano è indicata come Mare Eritreo, il Mar Rosso viene denominato Golfo Arabico.
- Il nome "Mare Eritreo" è stato utilizzato anche per riferirsi ad alcuni golfi collegati all’Oceano Indiano, in particolare il Golfo di Aden e il Golfo di Oman.[4]
- Come nome per il Mar Rosso, specialmente dopo il XIX secolo, il Mar Rosso è ancora indicato con il suo antico nome greco nella lingua greca moderna. Il moderno stato dell’Eritrea prende il nome proprio da questa denominazione greca antica.
- Dal 1895, il nome è stato inoltre attribuito a una vasta regione scura visibile sulla superficie del pianeta Marte, nota come Mare Erythraeum.